# Gilad Atzmon
Gilad Atzmon (Tel Aviv, 9 de junio de 1963) es un saxofonista de jazz, activista político, escritor y novelista israelí nacionalizado británico.

## Biografía
En 1994 emigró al Reino Unido para estudiar una maestría en Filosofía en la Universidad de Essex. Adquirió la nacionalidad británica en 2002.
Es un gran crítico del gobierno de Israel, lo cual manifiesta en sus escritos contra el sionismo, el judaísmo, y la ocupación del territorio palestino.
Se marchó a Londres mediada la década de 1990, cansado de la radicalidad sionista y después de haber cumplido el servicio militar en la guerra que Israel declaró al Líbano a comienzos de los años 1980. Su participación en aquel conflicto acabó por despejar todas sus dudas sobre la «identidad judía». Veía a palestinos por todas partes, hasta que me dije, «diablos, si es que estoy viviendo en territorio palestino!». Fue entonces cuando decidí marcharme, eso sí, con cierto sentimiento de culpa.

## Discos
- The Tide Has Changed (World Village, septiembre de 2010).
- In loving memory of America (Enja, enero de 2009).
- Refuge (Enja, octubre de 2007).
- Artie Fishel and the Promised Band (WMD, septiembre de 2006).
- MusiK (Enja, octubre de 2004).
- Exile (Enja, marzo de 2004).
- Nostalgico (Enja, enero de 2001).
- Gilad Atzmon & The Orient House Ensemble (Enja, 2000).
- Juizz Muzic (FruitBeard, 1999).
- Take it or Leave It (Face Jazz, 1999).
- Spiel- Both Sides (MCI, 1995).
- Spiel Acid Jazz Band (MCI, 1995).
- Spiel (In Acoustic&H.M. Acoustica, 1993).

## Libros
- A Guide to the Perplexed, Londres, Serpent's Tail, 2002, ISBN 1-85242-826-0.
- My One and only Love, Londres, Saqi Books, 2005, ISBN 0-86356-507-7 (pbk.), ISBN 978-0-86356-507-6 (pbk.).
- The Wandering Who?: A Study of Jewish Identity Politics, Zero Books, 2011, ISBN 978-1-84694-875-6.
- Guide des égarés, Phébus, 2005, ISBN 978-2859409029.
- La Parabole d'Esther : Anatomie du Peuple Élu, editorial Demi-Lune, 2012, ISBN 9782917112199.
- Quel Juif errant ?, editorial Kontre Kulture, 2012, ISBN 978-2-9539880-4-8.